# Поляченко Юрій Володимирович
Поляченко Юрій Володимирович (*20 лютого 1963, Київ) — український медик, політик. Народний депутат України від січня 2013 у Верховній Раді 7-го скликання, обраний за списком Партії регіонів (№ 76). Заслужений лікар України.

## Біографічні відомості
Народився 20 лютого 1963 року у місті Києві, батько — Поляченко Володимир Аврумович.
Освіта вища. У 1986 році закінчив Київський медичний інститут.
З березня 2001 — голова Постійного тендерного комітету МОЗ України для організації та здійснення процедур закупівель товарів, робіт і послуг за державні кошти.
З 2001 року працював у Міністерстві охорони здоров'я України:
- з вересня 2001 по червень 2002 року — перший заступник державного секретаря,
- з червня 2002 — Державний секретар, потім — перший заступник Міністра.
- З 28 листопада 2003 — заступник Секретаря Ради національної безпеки та оборони України.

Учасник ліквідації наслідків аварії на ЧАЕС.
11 жовтня 2005 року призначений на посаду Міністра охорони здоров'я України в уряді Єханурова.
4 серпня 2006 року призначений Верховною Радою України на посаду Міністра охорони здоров'я України в другому уряді Віктора Януковича.
Після звільнення з посади міністра (23 березня 2007) очолював Інститут хірургії та трансплантології НАМН України.
Один із 148 депутатів Верховної Ради України, які підписали звернення до Сейму Республіки Польща з проханням визнати геноцидом поляків події Волинської трагедії 1942—1944 років. Цей крок перший Президент України Леонід Кравчук кваліфікував як національну зраду.
22 лютого 2014 року вийшов з фракції Партії регіонів.

## Державні нагороди
- Заслужений лікар України (19 лютого 1997) — за вагомий внесок у розвиток охорони здоров'я, впровадження сучасних методів діагностики і лікування, високу професійну майстерність[2]
- Державна премія України в галузі науки і техніки 2012 року — за цикл наукових праць «Механізми функціонування органів системи травлення» (у складі колективу)[3]